# Diocesi di Barra
La diocesi di Barra (in latino Dioecesis Barrensis) è una sede della Chiesa cattolica in Brasile suffraganea dell'arcidiocesi di Feira de Santana. Nel 2018 contava 264.500 battezzati su 293.620 abitanti. È retta dal vescovo João Batista Alves do Nascimento, C.SS.R.

## Territorio
La diocesi comprende 11 comuni dello stato brasiliano di Bahia: Barra, Brotas de Macaúbas, Buritirama, Gentio do Ouro, Ibotirama, Ipupiara, Itaguaçu da Bahia, Morpará, Muquém de São Francisco, Oliveira dos Brejinhos e Xique-Xique.
Sede vescovile è la città di Barra, dove si trova la cattedrale delle Stimmate di San Francesco d'Assisi.
Il territorio si estende su 44.987 km² ed è suddiviso in 21 parrocchie.

## Storia
La diocesi è stata eretta il 20 ottobre 1913, ricavandone il territorio dall'arcidiocesi di San Salvador di Bahia, di cui originariamente era suffraganea.
In seguito, ha ceduto a più riprese porzioni del suo territorio a vantaggio dell'erezione di nuove diocesi e precisamente: la diocesi di Ruy Barbosa il 14 novembre 1959, le diocesi di Bom Jesus da Lapa e di Juazeiro il 22 luglio 1962; la diocesi di Irecê il 28 aprile 1979, la diocesi di Barreiras il 21 maggio 1979.
Il 16 gennaio 2002 è entrata a far parte della provincia ecclesiastica dell'arcidiocesi di Feira de Santana.

## Cronotassi dei vescovi
Si omettono i periodi di sede vacante non superiori ai 2 anni o non storicamente accertati.
- Augusto Álvaro da Silva † (25 giugno 1915 - 18 dicembre 1924 nominato arcivescovo di San Salvador di Bahia)
  - Sede vacante (1924-1927)
- Adalberto Accioli Sobral † (22 aprile 1927 - 13 gennaio 1934 nominato vescovo di Pesqueira)
- Rodolfo das Mercés de Oliveira Pena † (8 giugno 1935 - 3 gennaio 1942 nominato vescovo di Valença)
- João Batista Muniz, C.SS.R. † (24 agosto 1942 - 9 dicembre 1966 dimesso[2])
- Tiago Gerardo Cloin, C.SS.R. † (9 dicembre 1966 - 24 ottobre 1975 deceduto)
- Orlando Octacílio Dotti, O.F.M.Cap. (1º aprile 1976 - 30 maggio 1983 nominato vescovo coadiutore di Vacaria)
- Itamar Navildo Vian, O.F.M.Cap. (29 dicembre 1983 - 22 febbraio 1995 nominato vescovo di Feira de Santana)
  - Sede vacante (1995-1997)
- Luís Flávio Cappio, O.F.M. (16 aprile 1997 - 31 maggio 2023 ritirato)
- João Batista Alves do Nascimento, C.SS.R., dal 31 maggio 2023

## Statistiche
La diocesi nel 2018 su una popolazione di 293.620 persone contava 264.500 battezzati, corrispondenti al 90,1% del totale.
| anno | popolazione | popolazione | popolazione | presbiteri | presbiteri | presbiteri | presbiteri                | diaconi | religiosi | religiosi | parrocchie |
| anno | battezzati  | totale      | %           | numero     | secolari   | regolari   | battezzati per presbitero | diaconi | uomini    | donne     | parrocchie |
| ---- | ----------- | ----------- | ----------- | ---------- | ---------- | ---------- | ------------------------- | ------- | --------- | --------- | ---------- |
| 1959 | 500.000     | 511.000     | 97,8        | 17         | 8          | 9          | 29.411                    |         | 9         | 27        | 20         |
| 1961 | 548.000     | 550.000     | 99,6        | 19         | 10         | 9          | 28.842                    |         | 10        | 23        | 19         |
| 1968 | 280.000     | 287.281     | 97,5        | 8          | 7          | 1          | 35.000                    |         | 1         | 10        | 5          |
| 1976 | 398.800     | 400.000     | 99,7        | 13         | 9          | 4          | 30.676                    |         | 4         | 20        | 9          |
| 1980 | 200.000     | 235.507     | 84,9        | 10         | 5          | 5          | 20.000                    |         | 5         | 21        | 8          |
| 1990 | 170.000     | 210.000     | 81,0        | 7          | 2          | 5          | 24.285                    |         | 6         | 40        | 9          |
| 1999 | 242.000     | 253.000     | 95,7        | 14         | 5          | 9          | 17.285                    |         | 11        | 35        | 9          |
| 2000 | 245.000     | 256.000     | 95,7        | 14         | 7          | 7          | 17.500                    |         | 9         | 30        | 10         |
| 2001 | 247.000     | 259.000     | 95,4        | 15         | 8          | 7          | 16.466                    |         | 10        | 32        | 10         |
| 2002 | 251.000     | 262.000     | 95,8        | 11         | 5          | 6          | 22.818                    |         | 8         | 28        | 10         |
| 2003 | 230.000     | 250.000     | 92,0        | 12         | 5          | 7          | 19.166                    |         | 10        | 36        | 10         |
| 2004 | 230.000     | 250.000     | 92,0        | 12         | 5          | 7          | 19.166                    |         | 10        | 35        | 10         |
| 2006 | 236.000     | 256.000     | 92,2        | 10         | 6          | 4          | 23.600                    |         | 6         | 26        | 10         |
| 2012 | 252.000     | 280.000     | 90,0        | 17         | 13         | 4          | 14.823                    |         | 7         | 23        | 11         |
| 2015 | 258.000     | 286.500     | 90,1        | 14         | 11         | 3          | 18.428                    | 1       | 7         | 24        | 12         |
| 2018 | 264.500     | 293.620     | 90,1        | 10         | 10         |            | 26.450                    | 1       | 11        | 24        | 14         |
| 2020 | 238.459     | 234.919     | 101,5       | 20         | 20         |            | 11.922                    | 1       | 2         | 19        | 15         |
| 2022 | 245.000     | 242.000     | 101,2       | 21         | 21         |            | 11.666                    | 1       | 4         | 19        | 21         |